# Silvertone (album)
Silvertone – debiutancki album studyjny Chrisa Isaak'a wydany w roku 1985. Płyta nie była hitem dopóki piosenka "Gone Ridin'" nie została użyta w filmie Blue Velvet z 1986 roku. W tym samym roku utwór "Dancin'" pojawił się w filmie Dzisiejsze dziewczyny, jednak nie był wymieniony na soundtracku. Silvertone to również nazwa zespołu, w którym grał kiedyś Isaak.

## Lista utworów
Wszystkie piosenki został napisane przez Chrisa Isaak'a.
1. "Dancin'" – 3:44
2. "Talk To Me" – 3:04
3. "Livin' For Your Lover" – 2:56
4. "Back On Your Side" – 3:14
5. "Voodoo" – 2:44
6. "Funeral In The Rain" – 3:18
7. "The Lonely Ones" – 3:12
8. "Unhappiness" – 3:10
9. "Tears" – 2:44
10. "Gone Ridin'" – 2:36
11. "Pretty Girls Don't Cry" – 2:24
12. "Western Stars" – 3:12
13. "Another Idea"

## Twórcy
- Chris Isaak - wokal, gitara
- James Wilsey: gitara - gitara hawajska
- Prairie Prince - bębny
- Chris Solberg - bas
- Pee Wee Ellis - saksofon
- Jim Keltner - bębny (3)
- Pat Craig - organy